# Joaquín Vayreda
Joaquín Vayreda (en catalán, Joaquim Vayreda i Vila), né le 23 mai 1843 à Gérone et décédé le 31 octobre 1894 à Olot, est un peintre espagnol paysagiste. D'abord influencé par l'école de Barbizon, il devient plus tard l'un des fondateurs de l'école d'Olot.

## Biographie
Joaquín Vayreda prend ses premières leçons dès l'âge de neuf ans, à l'école de dessin d'Olot, avec Narcís Pascual i Sala (1805-1869). En 1860, il part pour Barcelone y étudier la philosophie, tout en continuant de peindre avec Ramón Martí Alsina qui l'initie à la peinture en plein air. Il expose pour la première fois en 1865. L'année suivante, il expose régulièrement à la Sala Parés et commence à attirer l'attention.
Il doit ensuite s'installer en France, brièvement, à la suite de la Révolution de 1868. Il est introduit auprès de l'école de Barbizon où il rencontre Josep Berga i Boix, qui allait devenir son partenaire dans plusieurs entreprises. À son retour en Espagne, lui et son frère Marià jettent les fondements de l'école d'Olot, mouvement pictural paysager.
En 1872, il est nommé maire d'Olot, mais il démissionne après trois mois en raison du déclenchement de la Troisième Guerre carliste. Il doit de nouveau s'exiler en France et y demeure jusqu'en 1877. Trois ans plus tard, il rejoint Josep Berga i Boix afin de créer un atelier spécial pour les images religieuses appelé Els Sants d'Olot. Il retrouve également son poste à la ville de 1881 à 1883. À partir de 1891 jusqu'à sa mort, il est député à l'assemblée en Manresa et participe à la rédaction de la constitution catalane.

## Œuvre
Ses premiers tableaux s'inspirent principalement de scènes religieuses et du costumbrismo. Il se consacre par la suite à la peinture de paysages. Son travail est considéré comme un précurseur de l'avant-garde en Espagne. Ses paysages d'Olot (Paisajes d'Olot) ressemblent à une version catalane de Camille Corot et dénotent l'influence de l'école de Barbizon. Ses œuvres sont dominées par les bruns, les ocres, les verts et les tons de terre. Outre ses peintures à l'huile, Vayreda produit également des dessins à l'encre, des aquarelles et des gravures. Certaines de ses œuvres sont peintes conjointement avec son frère, Marià.

## Galerie

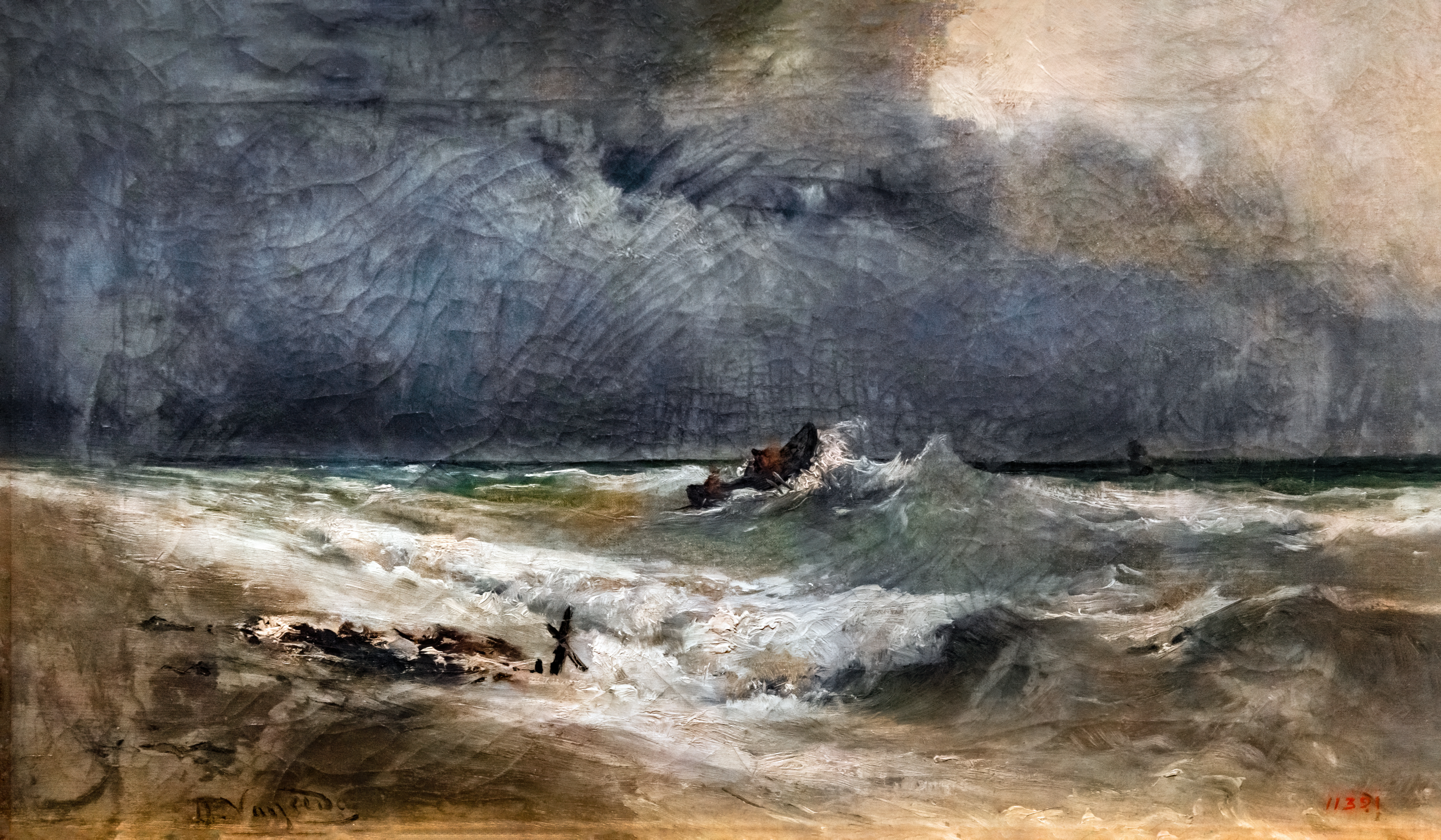
Sète Languedoc - 1873-1874 - MNAC
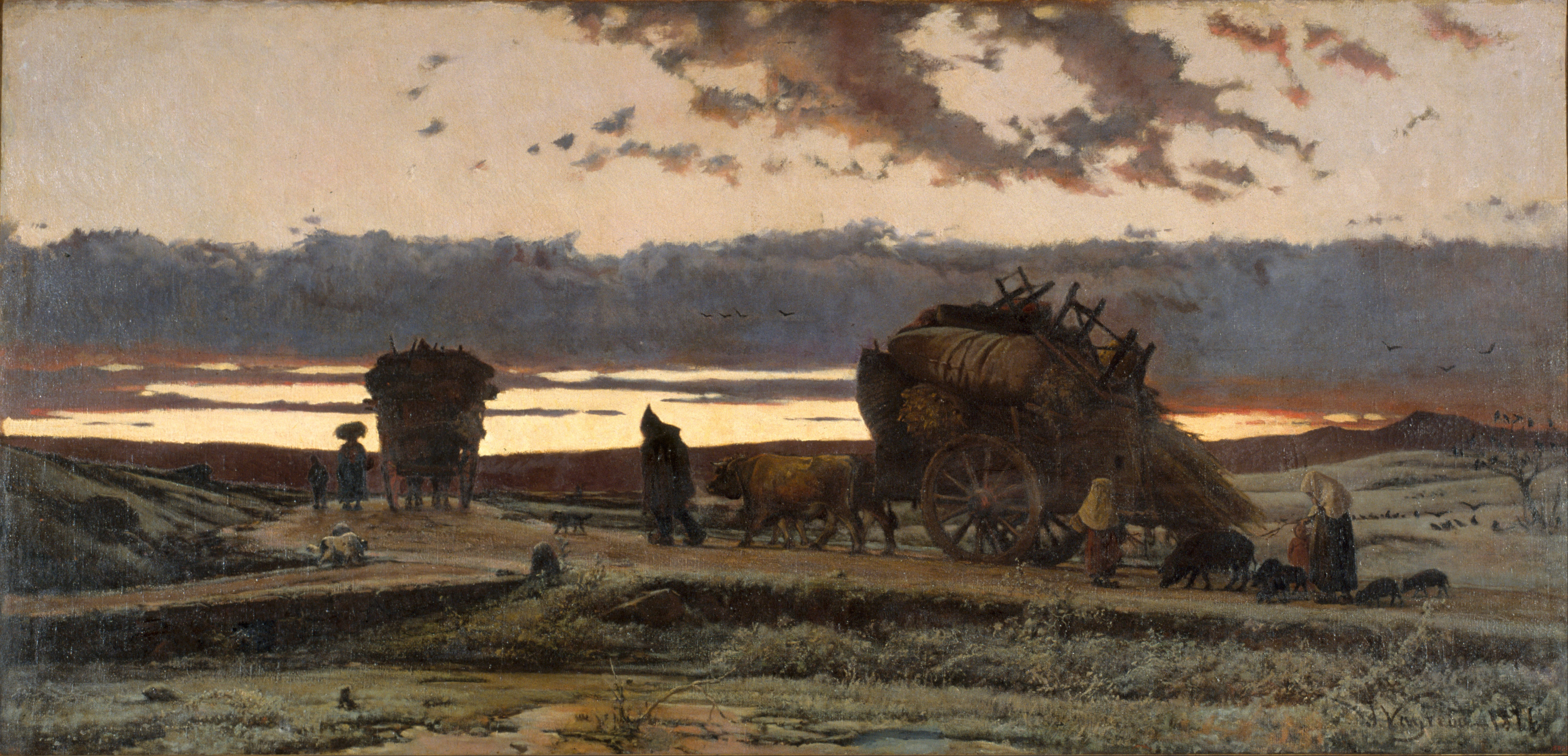
La tristesse (1876)
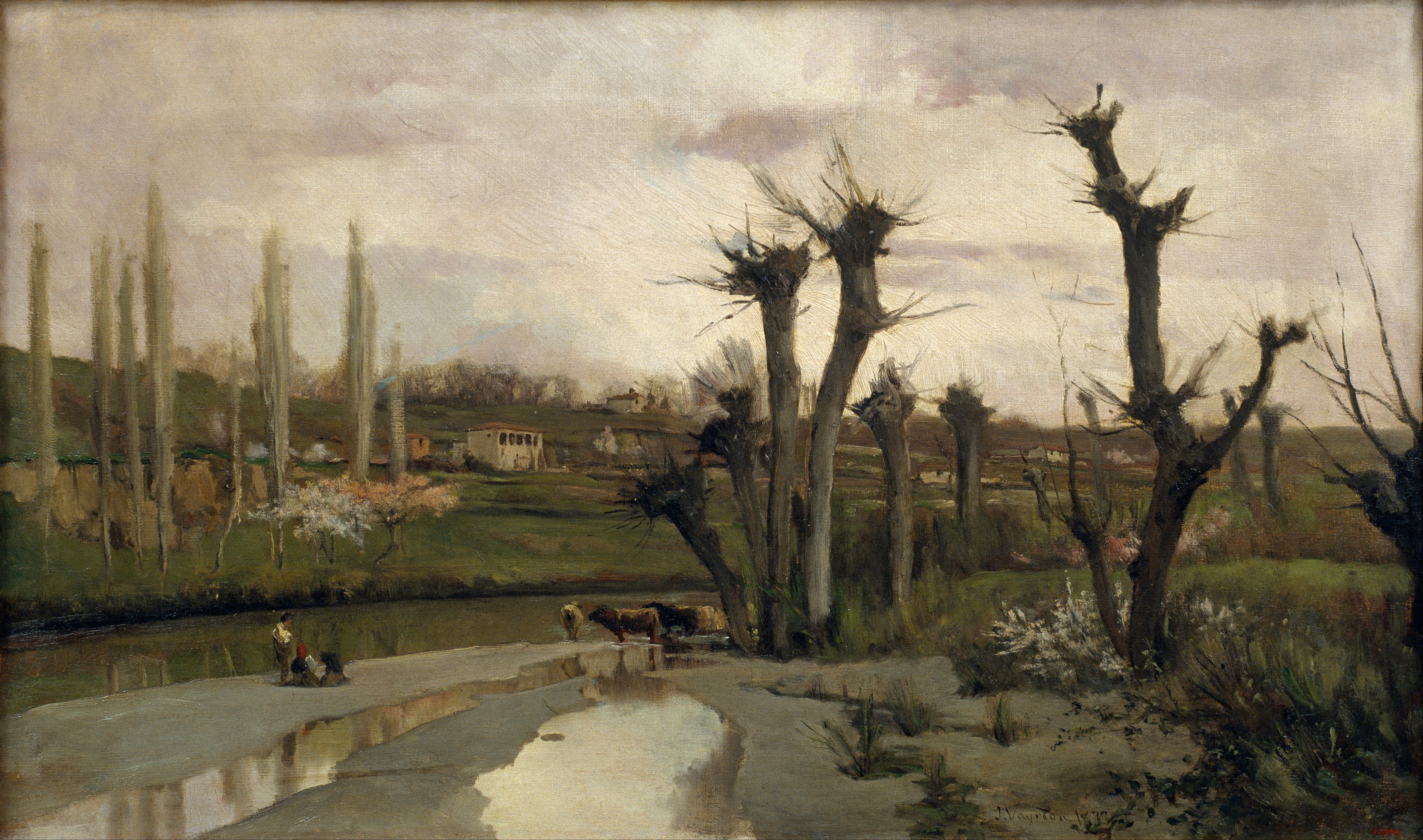
Le Début du printemps (1877)
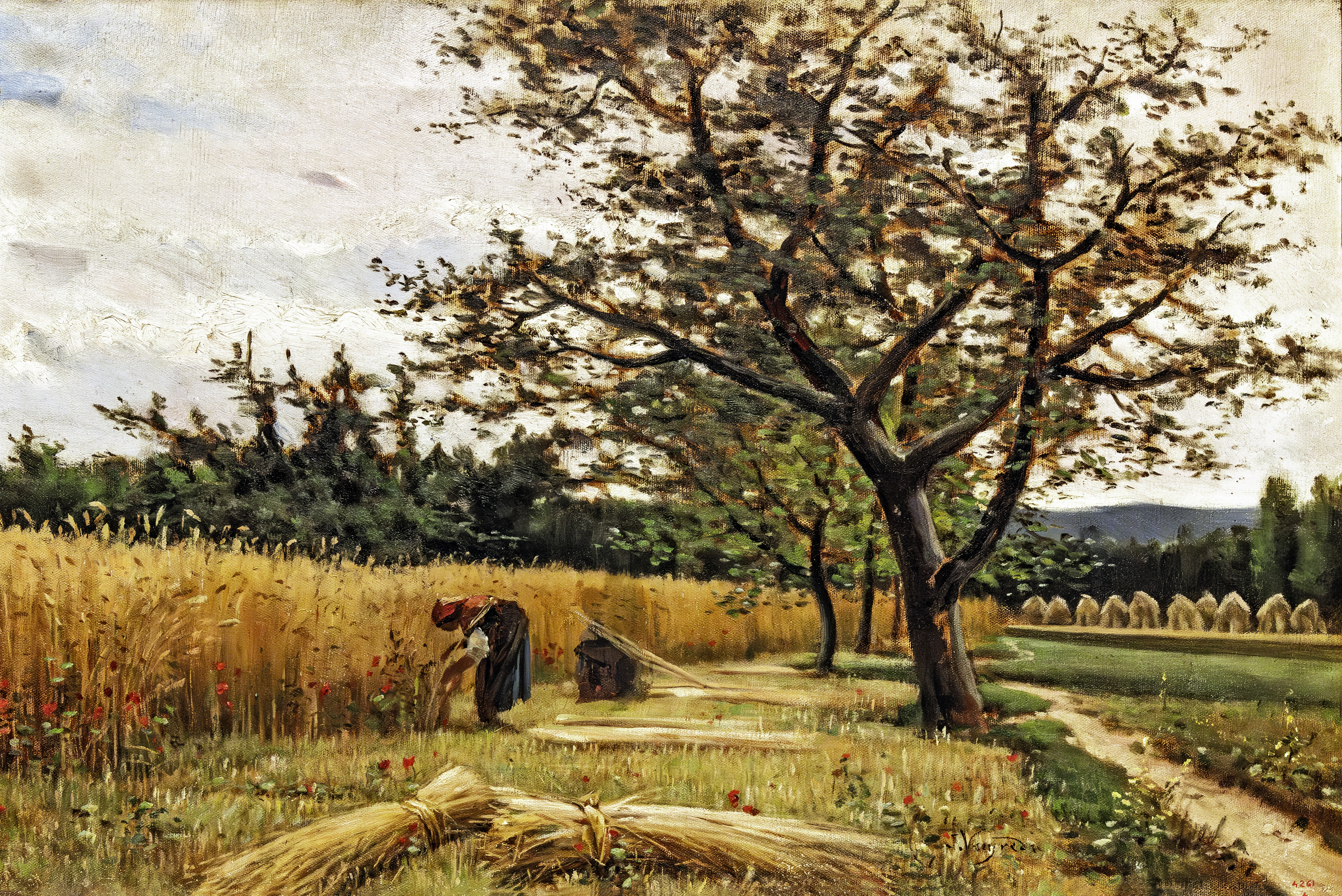
La récolte (1881)- MNAC
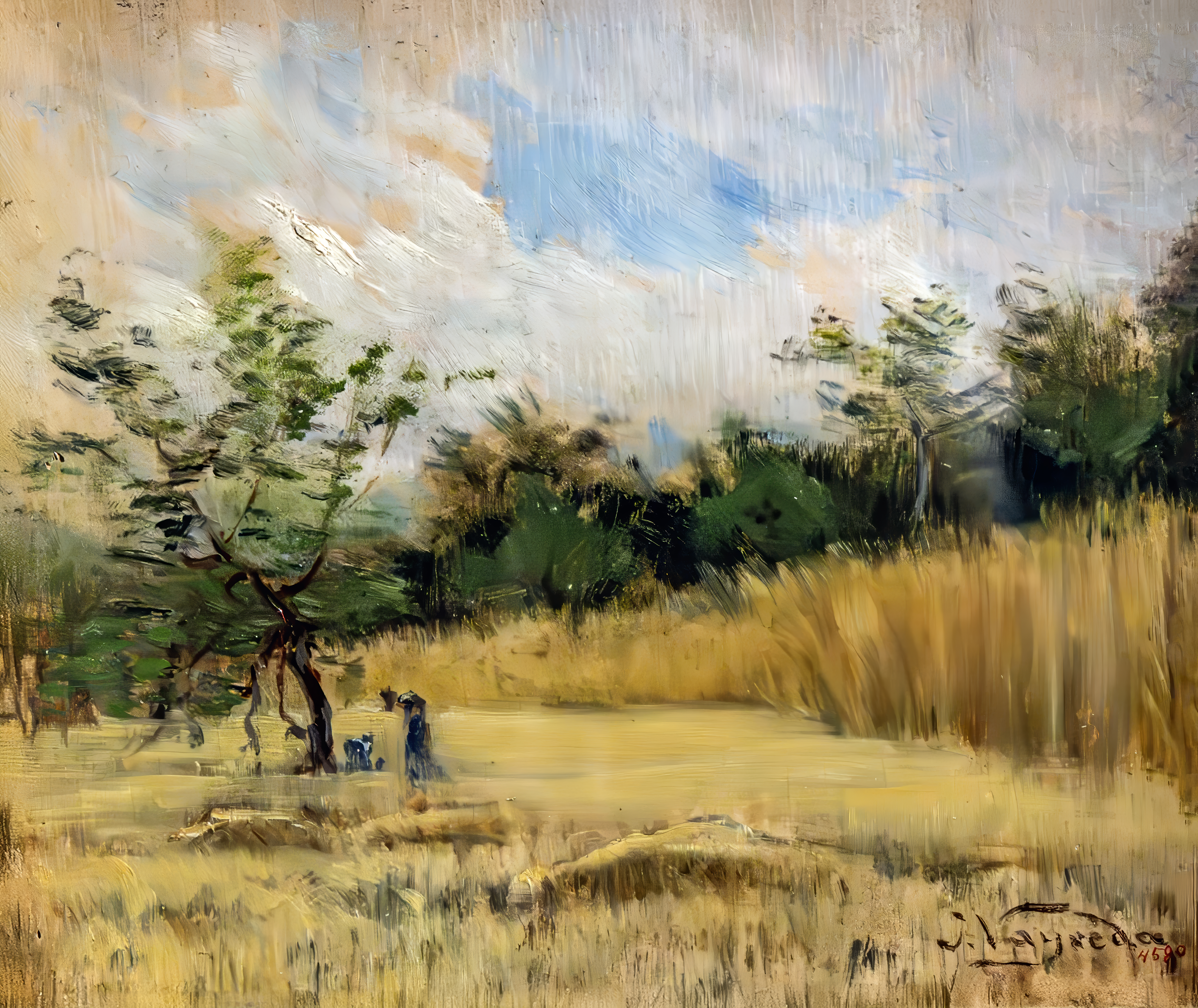
Champ de blé (étude) (1887-1890) - MNAC
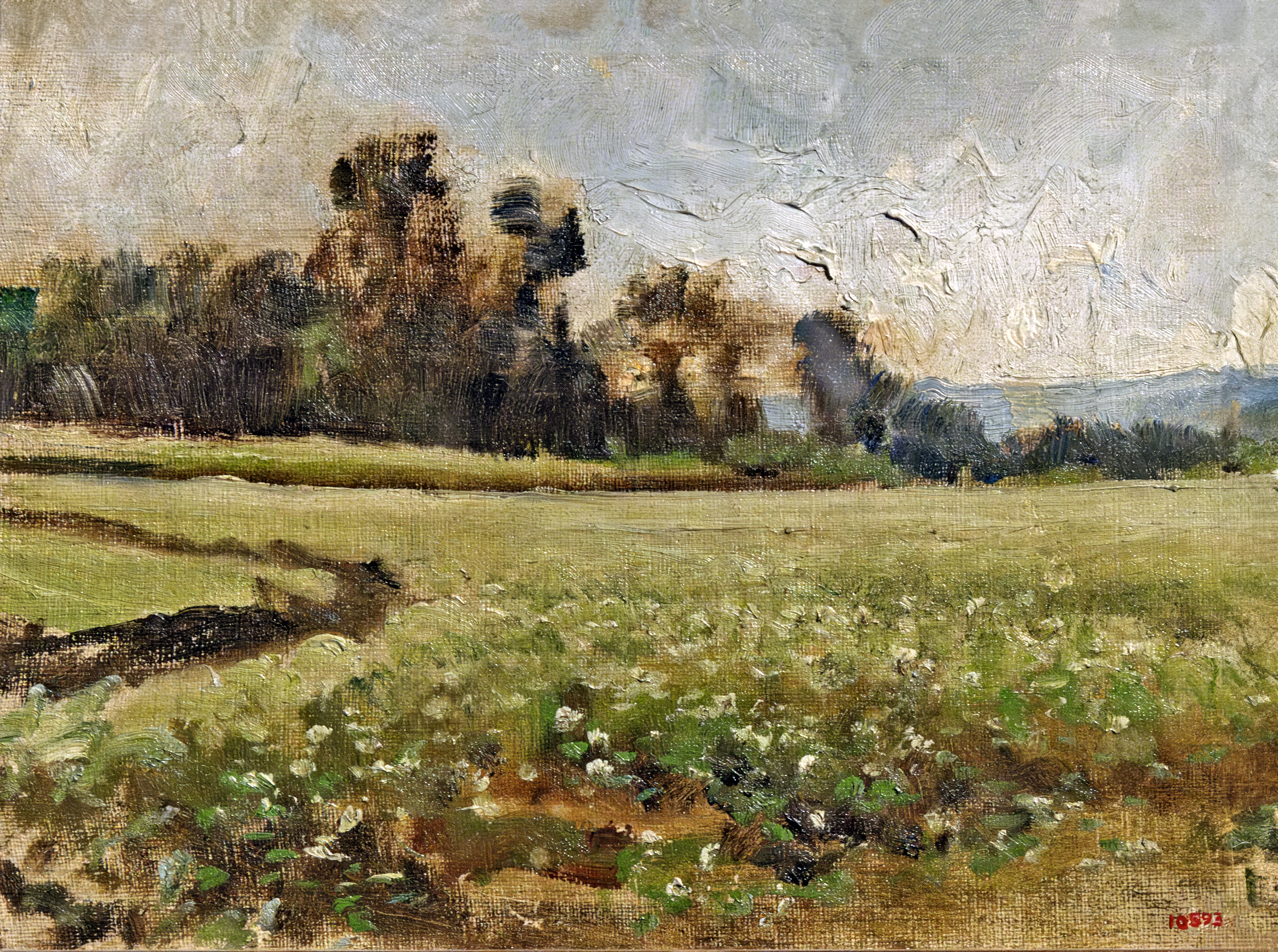
Champ de sarrasin (croquis)  1888 - MNAC
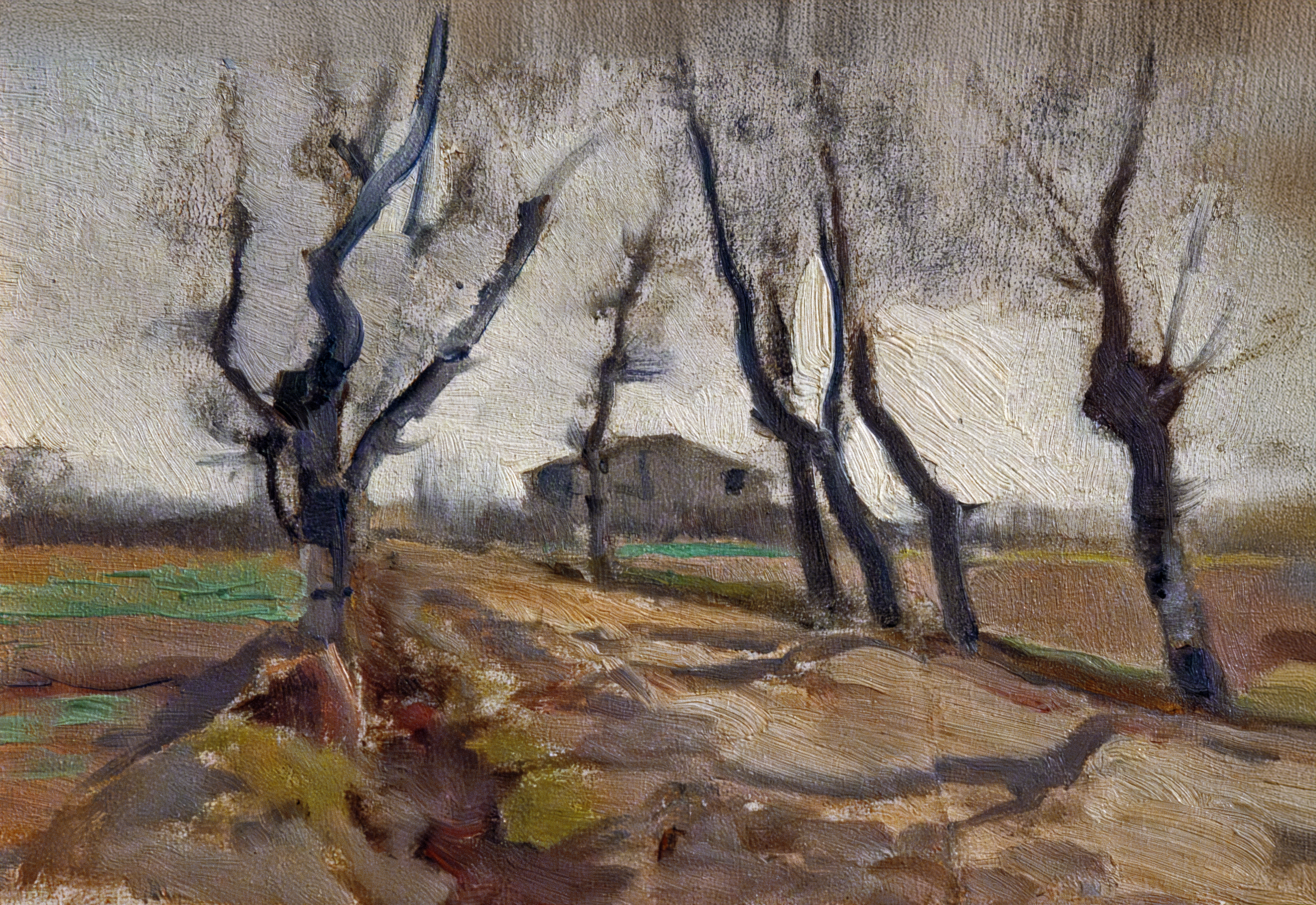
La route de Gavà 1892-1894 - MNAC
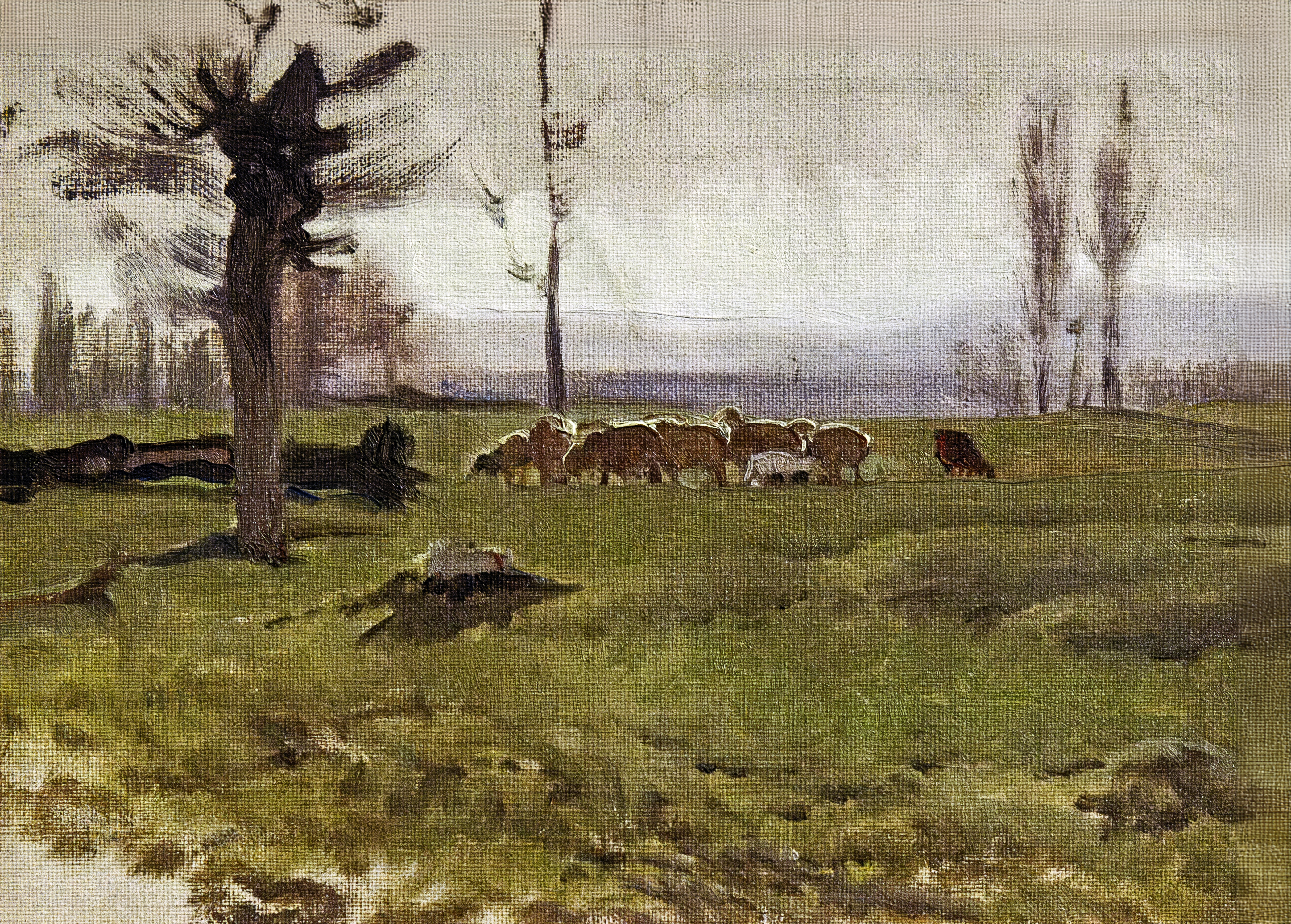
Santa Coloma de Gramanet 1894 - MNAC
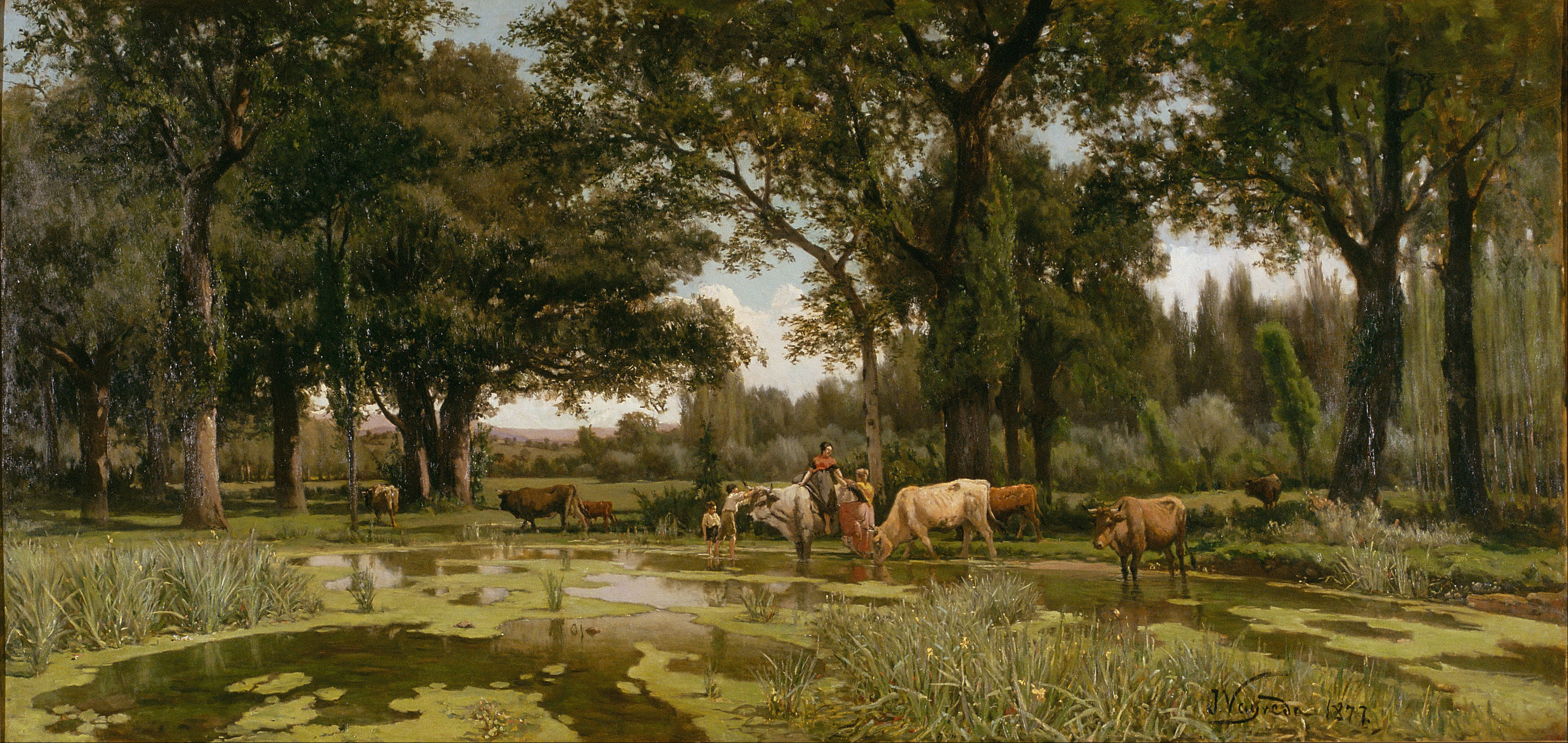
L'Été fleurit
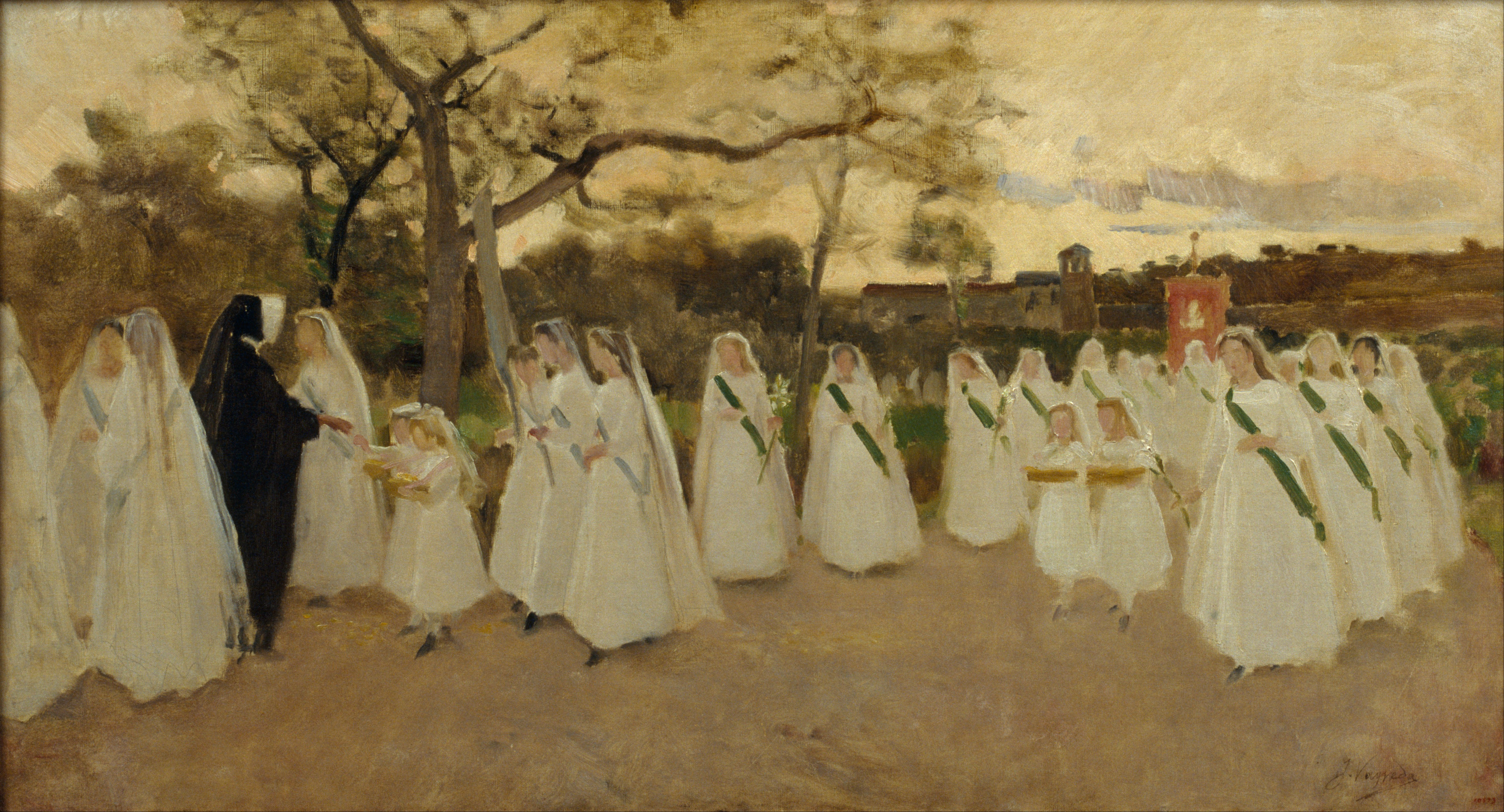
Procession de jeunes filles
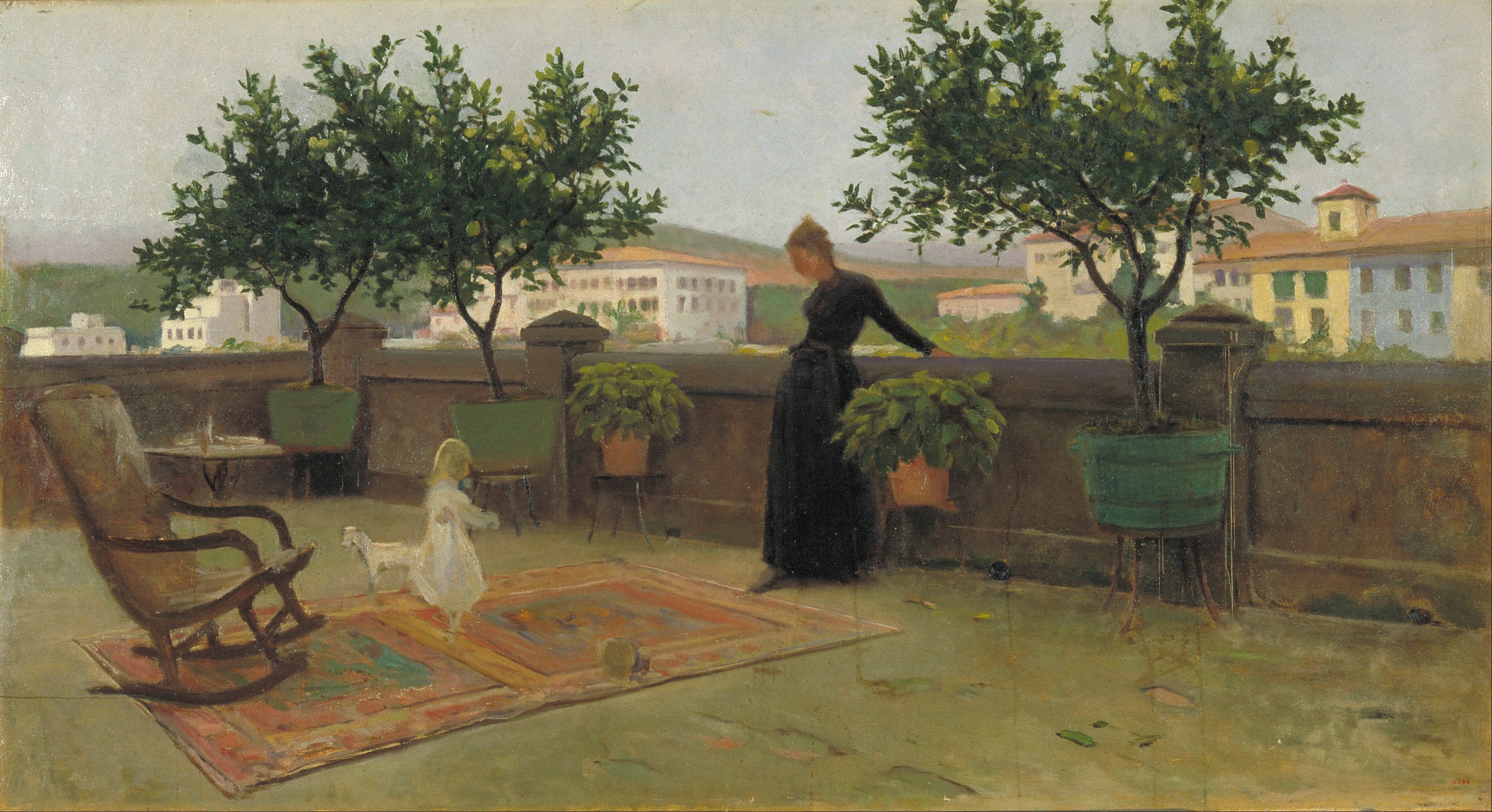
Sur la terrasse
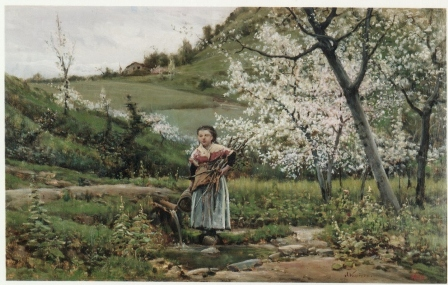
Printemps